# Gerhard Grimmer
Pour les articles homonymes, voir Grimmer.
Gerhard Grimmer, né le 6 avril 1943 à Katharinaberg (Reichsgau des Sudètes) et mort le 9 octobre 2023 à Selighenthal, est un fondeur est-allemand. Il est champion du monde du 50 km en 1974.

## Biographie
En 1975, Gerhard Grimmer est le premier Allemand de l'Est à recevoir la médaille Holmenkollen pour ses performances, notamment au Festival de ski de Holmenkollen, où il gagne le 50 km en 1970 et 1971.
Il ne remporte aucune médaille olympique, pour cause de problèmes physiques et de santé (meilleur résultat individuel : 5e en 1976). Il décroche six médailles aux Championnats du monde (argent au 30 km et relais, et bronze au 50 km en 1970, or au 50 km et au relais, et argent au 15 km en 1974). Il prend sa retraite sportive en 1976. Il remporte 20 titres aux Championnats nationaux.
Dans les années 1980, il dirige le club de sa jeunesse, l'ASK Vorwärts Oberhof. Il devient aussi délégué technique à la Fédération internationale de ski en 1985.
Fondateur de l'Association thuringienne de ski, après la réunification allemande, il est accusé d'être impliqué dans un réseau de dopage organisé par l'État de l'Allemagne de l'Est, mais nie les allégations.
Il meurt le 9 octobre 2023 à l'âge de 80 ans.

## Palmarès

### Jeux olympiques
| Épreuve / Édition | Grenoble 1968 | Sapporo 1972 | Innsbruck 1976 |
| 15 km             | 29e           |              | 49e            |
| 30 km             | 15e           |              | 16e            |
| 50 km             |               |              | 5e             |
| Relais 4 × 10 km  | 7e            | 6e           | Abandon        |

### Championnats du monde
| Épreuve / Édition | Vysoke Tatry 1970 | Falun 1974 |
| 15 km             |                   | Argent     |
| 30 km             | Argent            | 6e         |
| 50 km             | Bronze            | Or         |
| Relais 4 × 10 km  | Argent            | Or         |